# Somalilàndia
Somalilàndia (somali: Soomaaliland) és un antic protectorat britànic situat a la regió nord-oest de Somàlia, a la Banya d'Àfrica. El mes de maig de 1991, els clans del nord de Somàlia proclamaren la independència de la República de Somalilàndia, que inclou cinc de les divuit regions que formaven Somàlia, un territori de 137.600 km² que limita a l'est amb Somàlia (després amb l'autoproclamada República de Puntlàndia), al sud i a l'oest amb Etiòpia, a l'oest amb Djibouti i al nord amb el golf d'Aden La capital n'és Hargeisa, a l'oest del país.

## Etimologia
El nom de Somalilàndia deriva de dues paraules: «somali» i «terra». La zona va rebre aquest nom quan Gran Bretanya va prendre el control de l'administració egípcia en 1884, després de signar successius tractats amb els sultans somalis governants dels clans Issaq, Issa, Gadabursi i Warsangeli. Els britànics van establir un protectorat a la regió denominat Somalilàndia britànica. En 1960, quan el protectorat es va independitzar de Gran Bretanya, es va denominar Estat de Somalilàndia. Quatre dies després, l'1 de juliol de 1960, Somalilàndia es va unir a la Somàlia italiana. El nom de «República de Somalilàndia» es va adoptar en declarar-se la independència poc després de l'esclat de la guerra civil somali en 1991.
En la Gran Conferència de Burao celebrada en 1991 es van suggerir molts noms per al país, entre ells Puntlàndia, en referència a la ubicació de Somalilàndia en l'antic País de Punt i que ara és el nom de l'estat de Puntlàndia en la veïna Somàlia, i Shankaroon, que significa «millor que cinc» en somali, en referència a les cinc regions de la Gran Somàlia.

## Història
L'antic protectorat de Somàlia britànica va obtenir la independència el 26 de juny de 1960 i d'acord amb el prèviament pactat es va unir a la Somàlia italiana l'1 de juliol de 1960 quan aquesta entitat va esdevenir independent, per formar conjuntament la República de Somàlia. El primer ministre de la Somàlia britànica, Ibrahim Egal, es va convertir en ministre de la nova república. El 1967 assolí el càrrec de primer ministre fins que fou deposat per un cop d'estat el 1969 del general Siad Barre.
El 1991 després del col·lapse del govern a Somàlia, el territori va quedar en mans del Moviment Nacional Somali, representant del grup de clans issaq, majoritaris, que va proclamar la independència amb el nom de República de Somalilàndia (18 de maig de 1991), que no ha estat reconeguda internacionalment. Egal fou elegit president el 1993, reelegit el 1998 i va romandre en el poder fins a la seva mort, el 3 de maig de 2002. El vicepresident Dahir Riyale Kahin fou declarat president poc després. El 14 d'abril de 2003 fou reelegit per un estret marge. En les eleccions del 26 de juliol del 2010, Riyale Kahin va ser derrotat per Ahmed Silanyo.
Mentre que Somàlia és un estat fallit, Somalilàndia és un estat estable i democràtic, on les institucions polítiques de tipus occidental coexisteixen amb institucions tradicionals. Segons Gérard Prunier, aquest contrast entre els dos territoris germans és fruit d'un historial colonial totalment diferent. La colonització italiana de Somàlia comportà "la destrucció de tots els mecanismes de regulació indígenes". En canvi, Somalilàndia va ser colonitzada pels britànics que es limitaren a una "gestió minimalista, ingerint-se poc en l'administració indígena i els seus eficaços mecanismes de resolució de conflictes pastorals (essencials en una societat nòmada).
L'1 de gener del 2024 Etiòpia va anunciar un acord amb el govern de Somalilàndia, pel qual es convertia d'aquesta manera en el primer estat que reconeix aquesta república, d'ençà que es va separar de Somàlia el 1991, i que encara no havia aconseguit el reconeixement diplomàtic de cap nació. L'acord signat entre ambdós països inclou el lloguer durant cinquanta anys de vint quilòmetres de litoral per a una base naval militar d'Etiòpia. Etiòpia obté l'accés al port de Berbera, a la mar Roja, per a poder exportar els seus productes, que fins ara només podia exportar a través de Djibouti. Els dos governs també van acordar una participació del govern de Somalilàndia en la companyia nacional aèria d'Etiòpia, una de les més importants d'Àfrica.

## Divisió territorial i administrativa
Actualment Somalilàndia està dividida en sis regions que al seu torn estan dividides en total divuit districtes administratius.
| Rànking | Regions      | Capital  | Districtes                       |
| ------- | ------------ | -------- | -------------------------------- |
| 1       | Awdal        | Borama   | Baki, Borama, Zeila, Lughaya     |
| 2       | Saaxil       | Berbera  | Sheikh, Berbera                  |
| 3       | Maroodi Jeex | Hargeisa | Gabiley, Hargeisa                |
| 4       | Togdheer     | Burao    | Odweyne, Buuhoodle, Burao        |
| 5       | Sanaag       | Erigavo  | El Afweyn, Erigavo, Lasqoray     |
| 6       | Sool         | Las Anod | Caynabo, Las Anod, Taleex, Hudun |

## Economia

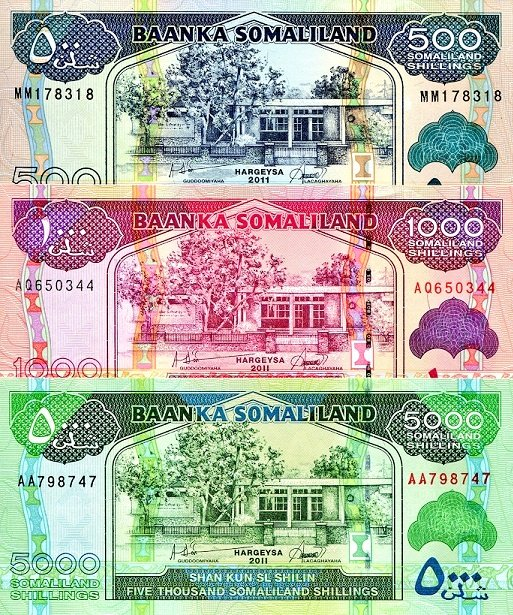
500, 1000 i 5000 xílings de Somalilàndia

El xíling de Somalilàndia, que no pot canviar-se fàcilment fora de Somalilàndia a causa de la falta de reconeixement de la nació, està regulat pel Banc de Somalilàndia, el banc central, establert constitucionalment en 1994. No pot considerar-se una moneda vàlida en zones en disputa com Ayn o el districte de Badhan, que no estan administrades com a part de Somalilàndia i continuen utilitzant el xíling somali malgrat ser reclamat pel govern de Somalilàndia.
Hi ha serveis d'autobús a Hargeisa, Burao, Gabiley, Berbera i Borama. També hi ha serveis de transport per carretera entre les principals ciutats i els pobles al voltant, que són operats per diferents tipus de vehicles. Entre ells hi ha els taxis, els tot terrenys, els minibusos i els vehicles comercials lleugers.
El juny de 2016, el govern de Somalilàndia va signar un acord amb DP World per a gestionar l'estratègic port de Berbera amb l'objectiu de millorar la capacitat productiva i actuar com a port alternatiu per a l'Etiòpia sense litoral.
A l'agost de 2012, el govern de Somalilàndia va concedir a Genel Energy una llicència per a explorar petroli en el seu territori. Els resultats d'un estudi de filtració en superfície realitzat a principis de 2015 van confirmar l'extraordinari potencial que ofereixen els blocs SL-10B i SL-13 i el bloc Oodweyne, amb unes reserves de petroli estimades en mil milions de barrils cadascun. Genel Energy té previst perforar un pou d'exploració en els blocs SL-10B i SL-13 a Buur-Dhaab, a 20 quilòmetres al nord-oest de Caynabo, a la fi de 2018.

## Demografia
La població de Somalilàndia es va estimar en uns 3,5 milions d'habitants en 2014. Es calcula que el 52,9% d'aquesta població és urbana, el 33,8% nòmada, l'11% rural i el 2,4% són desplaçats interns.
El subclan Gadabursi dels Dir és el clan predominant de la regió d'Awdal, on també hi ha una minoria considerable del subclan Issa dels Dir que habita principalment en el districte de Zeila.

### Llengües
Molts habitants de Somalilàndia parlen dos de les tres llengües oficials: el somali, l'àrab i l'anglès, encara que l'índex de bilingüisme és menor en les zones rurals. L'article 6 de la Constitució de 2001 designa com a llengua oficial de Somalilàndia el somali, encara que l'àrab és una assignatura obligatòria a l'escola i s'utilitza en les mesquites de la regió, i l'anglès es parla i s'ensenya a les escoles. L'anglès va ser declarat llengua oficial més tard, al marge de la Constitució.
L'idioma somali és la llengua materna del poble somali, el grup ètnic més poblat del país. Pertany a la branca cuixítica de la família de les llengües afroasiàtiques, i els seus parents més pròxims són les llengües oromo, afar i saho. El somali és la millor documentada de les llengües cuixítiques, amb estudis acadèmics que daten d'abans de 1900.
El somali del nord és el principal dialecte que es parla al país, en contrast amb el somali benadiri, que és el principal dialecte que es parla a Somàlia.

### Religió
Amb poques excepcions, els somalis de Somalilàndia i altres llocs són musulmans, la majoria pertanyents a la branca sunnita de l'Islam i al xafiisme de jurisprudència islàmica. Segons la Constitució de Somalilàndia, l'Islam és la religió estatal de Somalilàndia, i cap llei pot violar els principis de la xaria. La difusió de qualsevol religió que no sigui l'Islam és il·legal, i l'estat promou els principis islàmics i descoratja els comportaments contraris a la «moral islàmica».

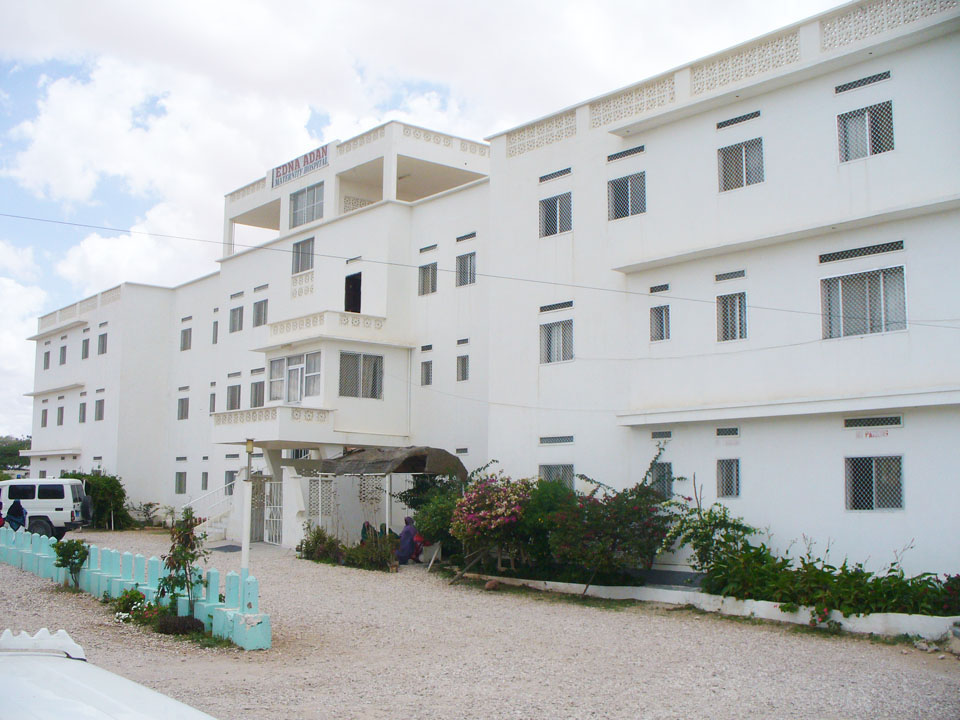
Edna Adan Maternity Hospital a Hargeisa

### Salut
Mentre que el 40,5% de les llars de Somalilàndia té accés a fonts d'aigua de qualitat, gairebé un terç de les llars es troba almenys a una hora de distància de la seva principal font d'aigua potable. Un de cada 11 nens mor abans de complir un any, i un de cada 9 mor abans de complir cinc anys.
L'enquesta d'indicadors múltiples d'UNICEF (MICS) de 2006 va descobrir que el 94,8% de les dones del país havien sofert alguna forma de mutilació genital femenina (MGF); en 2018, el govern de Somalilàndia va emetre una fàtua que condemnava les dues formes més greus de MGF, però no hi ha lleis que castiguin els responsables de la pràctica.

## Cultura
Somalilàndia té una població d'uns 3,5 milions de persones. En 2006, el clan familiar més nombrós de Somalilàndia era el dels issaq, que representava el 80% de la població total. La població de cinc grans ciutats de Somalilàndia -Hargeisa, Burao, Berbera, Erigavo i Gabiley- és predominantment isaaq. Dels clans minoritaris, els Gadabursi del clan Dir ocupen el segon lloc per població, i en tercer lloc els Harti del clan Darod.
Les agrupacions de clans del poble somali són unitats socials importants, i tenen un paper central en la cultura i la política somalis. Els clans són patrillinatges i solen estar dividits en subclans, a vegades amb moltes subdivisions.
La societat somali és tradicionalment endogàmica. Per a ampliar els llaços d'aliança, el matrimoni sol ser amb un altre somali ètnic d'un clan diferent. Així, per exemple, un estudi recent va observar que en 89 matrimonis contrets per homes del clan Dhulbahante, 55 (62%) van ser amb dones de subclans de Dhulbahante diferents al dels seus marits; 30 (33,7%) van ser amb dones de clans propers d'altres famílies de clans (Issaq, 28; Hawiyya, 3); i 3 (4,3%) van ser amb dones d'altres clans de la família del clan Darod (Majeerteen 2, Ogaden 1).
Les celebracions tenen lloc en forma de festivitats religioses. Dues de les més importants són la festa del sacrifici (Eid ul-Adha) i el Id al-Fitr, que marca el final del mes de dejuni. Les famílies es disfressen per a visitar als altres, i es dona diners als pobres. Altres festes són el 26 de juny i el 18 de maig, que celebren la independència de Somalilàndia britànica i la de Somalilàndia, respectivament; si bé aquesta última, no està reconeguda per la comunitat internacional.

### Arts

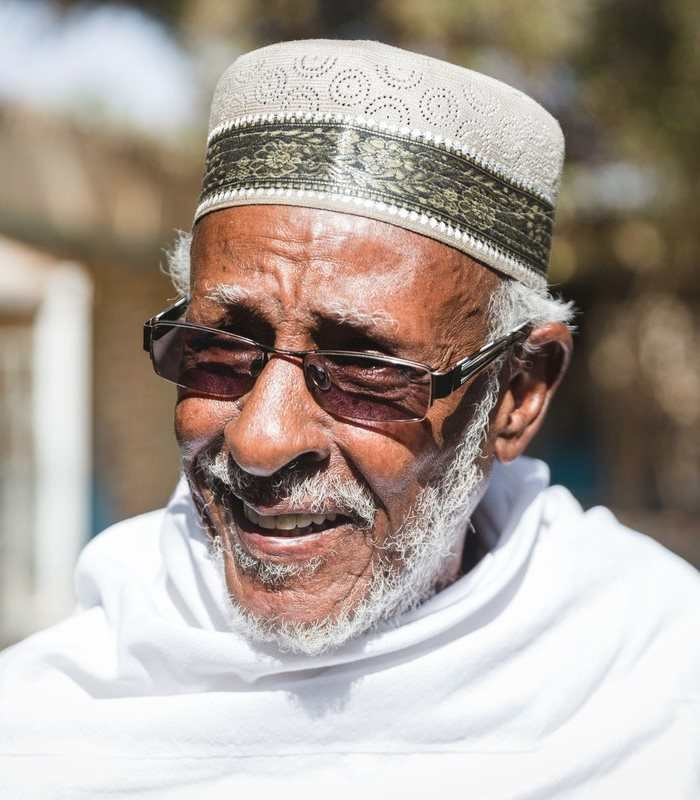
Hadrawi, destacat poeta i compositor somali

L'Islam i la poesia han estat descrits com els dos pilars de la cultura somali. La poesia somali és principalment oral, amb poetes de tots dos sexes. Utilitzen com a metàfores coses comunes en la llengua somali. Gairebé tots els somalis són musulmans sunnites i l'Islam és de vital importància per al sentiment d'identitat nacional somali. La majoria dels somalis no pertanyen a una mesquita o secta específica i poden resar en qualsevol mesquita que trobin.
En la cultura nòmada, en la qual les possessions es traslladen amb freqüència, hi ha poques raons perquè les arts plàstiques estiguin molt desenvolupades. Els somalis embelleixen i decoren les seves gerres de llet teixides i de fusta (haamo; les gerres més decoratives es fabriquen a Erigavo), així com els reposacaps de fusta. La dansa tradicional també és important, encara que principalment com a forma de festeig entre els joves. Una d'aquestes danses, coneguda com Ciyaar Soomaali, és una de les favorites del lloc.